# Onosma bheriense
Onosma bheriense är en strävbladig växtart som beskrevs av Hiroshi Hara. Onosma bheriense ingår i släktet Onosma och familjen strävbladiga växter. Inga underarter finns listade i Catalogue of Life.